# Auguste
Auguste su kantautorski pop duo koji djeluje od 2012. godine, a osnovale su ga Ivana Lulić i Gordana Marković.
Debitantski album "Sve što je nekada bilo važno" izdale su 15.listopada 2015. pod etiketom Dallas Records.
2016. godine Auguste su nominirane za glazbenu nagradu Porin u kategoriji br.3, Novi izvođač godine.

## Članovi
- Gordana Marković - vokal i akustična gitara
- Ivana Lulić - vokal i udaraljke
- Tomislav Leko - klavijature
- Marko Radić - bas-gitara
- Jerko Jurin - bubanj
- Gordan Dragić - akustična gitara i električna gitara

## Diskografija

### Albumi
- Sve što je nekada bilo važno (Dallas Records, 2015.)

### Singlovi
- "Ona"  (2014.)
- "Magla" (2014.)
- "Budiš more" (2015.)
- "Sjajim" (2015.)
- "Tražiš neki razlog" (2016.)